# غزيلغهايت

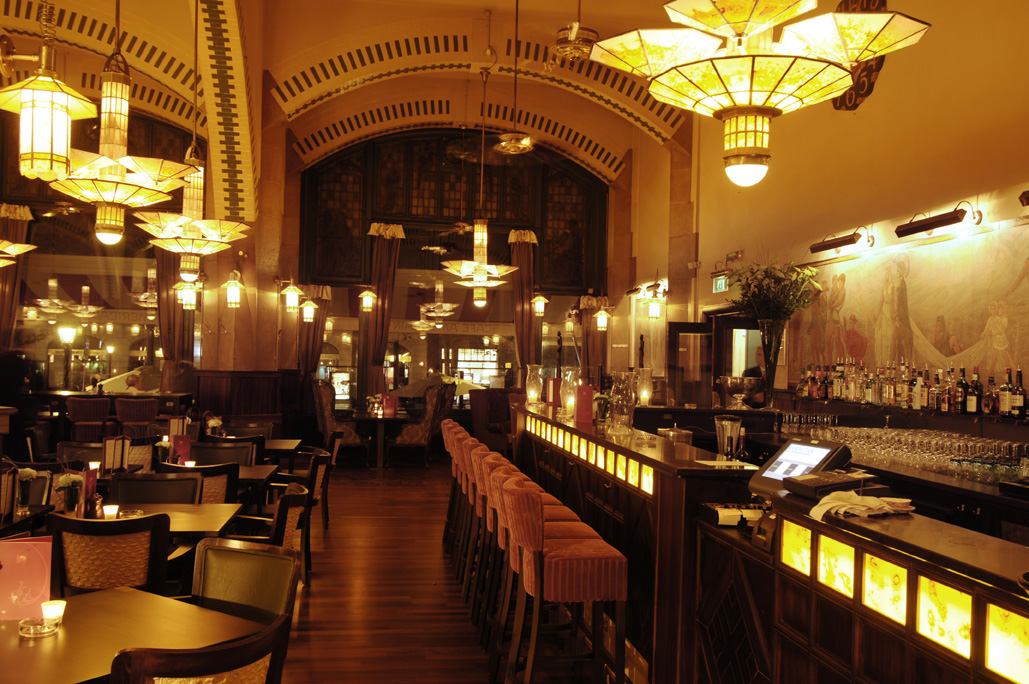

غزيلغهايت  ( بالهولندية Gezelligheid) هي كلمة هولندية تعبر عن مفهوم الأجواء الاجتماعية المريحة والمحببة. تُستخدم للإشارة إلى تلك اللحظات المثالية التي يسودها المزاج الجيد والراحة للجميع. يمكن ترجمة هذا المصطلح إلى العربية بكلمات مثل "الأنس والمرح" أو "الراحة"، لكنه يحمل دلالات أعمق تتجاوز تلك المعاني البسيطة. والكلمة مركبة من غزيليغ وهي صفة من غزيل بمعنى الصاحب والرفيق.

## أنظر أيضًا
- هيجي
- سعادة